# 庫布里河

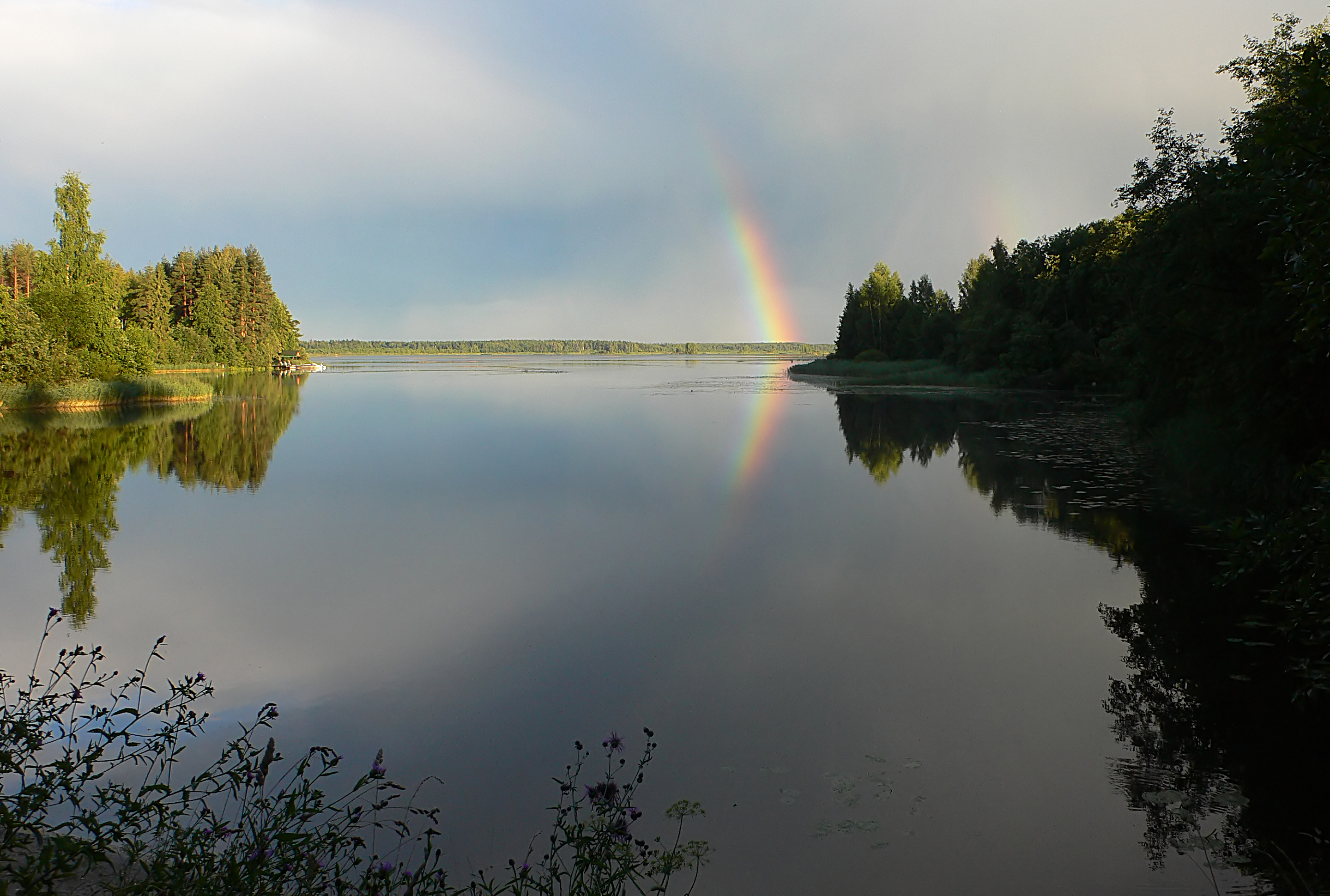
庫布里河

庫布里河是俄羅斯的河流，位於雅羅斯拉夫爾州和弗拉基米爾州，發源自海拔高度200米處，最終注入伏爾加河右支流之一的涅爾利河，河道全長87公里。